# Men from Earth
Men from Earth è il quarto album del gruppo musicale The Ozark Mountain Daredevils, pubblicato dalla A&M Records nel 1976. 

## Tracce
Lato A
1. Fly Away Home – 2:50 (John Dillon)
2. You Know Like I Know – 4:05 (Larry Lee)
3. Breakaway (From Those Chains) – 4:00 (John Dillon)
4. The Red Plum – 2:00 (John Dillon, Steve Cash)
5. Mountain Range – 4:46 (John Dillon, Steve Cash)

Lato B
1. Watermill – 4:15 (John Dillon, Steve Cash)
2. Noah – 3:06 (John Dillon)
3. It's How You Think – 4:24 (Larry Lee)
4. Arroyo – 5:12 (Steve Cash)
5. Homemade Wine – 2:37 (Larry Lee)

Edizione CD del 2002, pubblicato dalla A&M Records (069 490 545-2)
1. Fly Away Home – 2:51 (John Dillon)
2. You Know Like I Know – 3:39 (Larry Lee)
3. Breakaway (From Those Chains) – 3:58 (John Dillon)
4. The Red Plum – 2:04 (John Dillon, Steve Cash)
5. Mountain Range – 4:43 (John Dillon, Steve Cash)
6. Watermill – 4:13 (John Dillon, Steve Cash)
7. Noah – 3:08 (John Dillon)
8. It's How You Think – 4:19 (Larry Lee)
9. Arroyo – 5:09 (Steve Cash)
10. Homemade Wine – 2:38 (Larry Lee)
11. A Dollar's Worth of Regular – 2:27 (Steve Cash) – Bonus Track
12. Roscoe's Rule – 2:48 (Michael Granda) – Bonus Track
13. Better Days – 2:56 (Randle Chowning) – Bonus Track

## Musicisti
- John Dillon – chitarre, dulcimer, fiddle, voce
- Buddy Brayfield – tastiere, oboe, voce
- Rune Walle – chitarre, mandolino, banjo
- Steve Cash – armonica (harp), percussioni
- Michael Granda – basso, voce
- Larry Lee – batteria, chitarre, tastiere, voce

Ospiti
- Bill Jones – corno, flauti, sintetizzatore
- Randle Chowning – chitarre, voce
- Steve Canaday – batteria, fair witness
- Connie Canaday – accompagnamento vocale
- Bobbye Hall – congas, percussioni
- Jerry Mills – mandolino[1][5]